# Bandiera di Saint-Pierre e Miquelon

Il tricolore francese, bandiera ufficiale di Saint-Pierre e Miquelon.

L'unica bandiera ufficiale di Saint-Pierre e Miquelon è la bandiera della Francia poiché Saint-Pierre e Miquelon è una collettività d'oltremare della Francia stessa.
Esiste una bandiera locale non ufficiale, creata nel 1982, basata sullo stemma della collettività, del quale è una trasposizione in orizzontale. La bandiera presenta una fascia verticale a sinistra formata da tre campi quadrati che ricordano l'origine della maggior parte degli abitanti delle due isole che compongono la piccola collettività: baschi, bretoni e normanni (dall'alto in basso), rappresentati rispettivamente dalla bandiera dei Paesi Baschi, dal cantone della Bandiera bretone e dalla bandiera della Bassa Normandia. Il resto della bandiera rappresenta un veliero cinquecentesco dorato che naviga verso sinistra su un mare azzurro; il cielo sullo sfondo è anch'esso di colore azzurro.
Il veliero è molto probabilmente la Grande Hermine, la nave con cui Jacques Cartier è sbarcato a Saint-Pierre il 15 giugno 1536.
Questa bandiera non ufficiale è stata probabilmente disegnata da André Paturel, un imprenditore locale che ha adattato lo stemma di Saint-Pierre, disegnato da Joner Léon.

## Galleria d'immagini

Lo stemma ufficiale
La bandiera locale non ufficiale